# Jade North
Jade Bronson North (* 7. Januar 1982 in Taree, New South Wales) ist ein australischer ehemaliger Fußballspieler. Der Innenverteidiger war der erste Fußballer aus der Bevölkerungsgruppe der Aborigines, der die Kapitänsbinde der australischen Fußballnationalmannschaft trug.

## Vereinskarriere
North spielte bereits 1998 mit 16 Jahren für die Brisbane Strikers in der National Soccer League (NSL). 1999 wurde er für ein Jahr in das Australian Institute of Sport aufgenommen. 2001 wechselte er zu Sydney Olympic und gewann mit dem Klub 2002 die australische Meisterschaft. Die letzte Saison der NSL vor ihrer Auflösung absolvierte der Verteidiger bei Perth Glory die mit einem weiteren Landesmeistertitel endete.

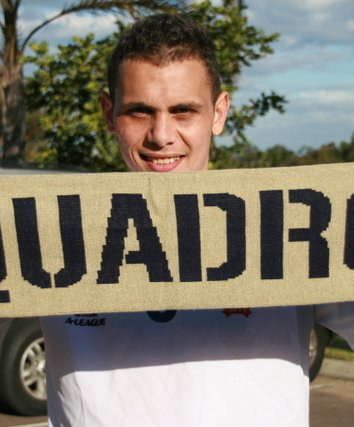
Jade North (2008)

2005 erhielt er einen Profivertrag bei den Newcastle United Jets und spielte mit dem Klub in der A-League. Vor der Saison 2007/08 wurde North nach dem Karriereende von Paul Okon Mannschaftskapitän. Er führte das Team in das Grand Final, in dem die Central Coast Mariners mit 1:0 bezwungen werden konnten.
Anfang November 2008 stellte das zukünftige A-League-Team North Queensland Fury Jade North als marquee player für die Saison 2009/10 vor, einen Monat später wurde sein Vorvertrag bei Queensland aber wieder aufgelöst, da North sich für einen Wechsel zum koreanischen Klub Incheon United entschieden hatte. Dort gelang es North nicht sich durchzusetzen und er beendete seinen Aufenthalt in Südkorea bereits nach einer Saison um zum norwegischen Erstligisten Tromsø IL zu wechseln. Sein dortiges Gastspieler dauerte ebenfalls nur wenige Monate, bereits Ende Juli kehrte er in die A-League zurück und unterzeichnete beim neuseeländischen Vertreter Wellington Phoenix einen Ein-Jahres-Vertrag. Die Jahre 2011 und 2012 verbrachte North bei den japanischen Erstligisten FC Tokyo und Consadole Sapporo, bevor er zu Jahresbeginn 2013 erneut in die A-League, zu Brisbane Roar zurückkehrte. In seiner zweiten Saison bei Brisbane gewann er mit seiner Mannschaft die nationale Meisterschaft. Er blieb bis 2019 beim Verein und wechselte dann in unterklassige Ligen.

## Nationalmannschaft

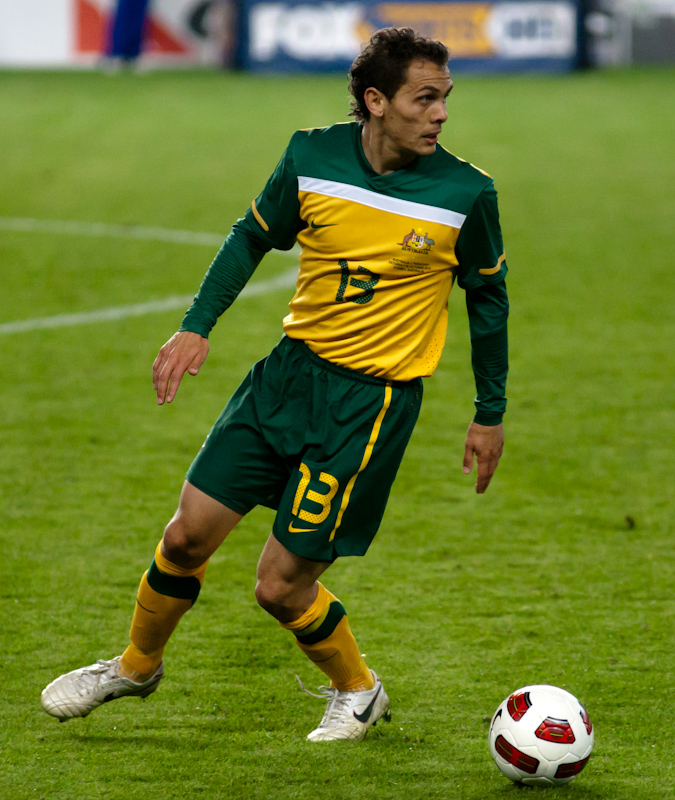
Jade North im Nationaltrikot (2010)

North gehörte der U-17-Mannschaft an, die 1999 das Finale der U-17-WM in Neuseeland erreichte, in dem man sich erst nach Elfmeterschießen Brasilien geschlagen geben musste. 2004 kam er mit der australischen Olympiaauswahl bis ins Viertelfinale des olympischen Fußballturniers in Griechenland. Für das olympische Turnier 2008 in China wurde North als einer der drei erlaubten über 23-Jährigen in das Aufgebot berufen, das Team scheiterte dort aber bereits in der Vorrunde.
Sein Debüt in der A-Nationalmannschaft gab North 2002 gegen Vanuatu. 2004 gewann er mit den Socceroos den OFC-Nationen-Pokal, kam aber in den beiden Finalspielen gegen die Salomonen nicht zum Einsatz. 2008 wurde er während eines Freundschaftsspiels gegen Singapur der erste Aborigine, der die australische Kapitänsbinde trug. North gehörte zum 30-köpfigen vorläufigen Aufgebot Australiens für die Weltmeisterschaft 2010 in Südafrika, schaffte den Sprung in den endgültigen 23 Spieler umfassenden Kader aber nicht. 2011 nahm er mit Australien am Asien-Cup teil, bei dem seine Mannschaft Zweiter wurde. Seine letzten Länderspiele bestritt er 2013 bei der Ostasienmeisterschaft.

## Erfolge
- Australischer Meister: 2001/02, 2003/04, 2007/08, 2013/2014
- OFC-Nationen-Pokalsieger: 2004